# مگس‌گیر نوک‌پهن
مگس‌گیر نوک‌پهن (نام علمی: Myiagra ruficollis) نام یک گونه از سرده مگس‌گیرهای نوک‌پهن است.